# Lasioglossum subplebeium
Lasioglossum subplebeium är en biart som först beskrevs av Cockerell 1930.  Lasioglossum subplebeium ingår i släktet smalbin, och familjen vägbin. Inga underarter finns listade i Catalogue of Life.

## Bildgalleri

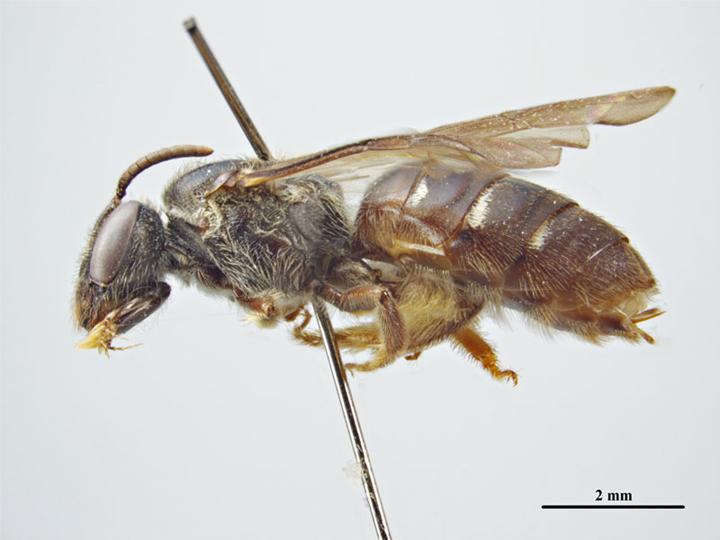
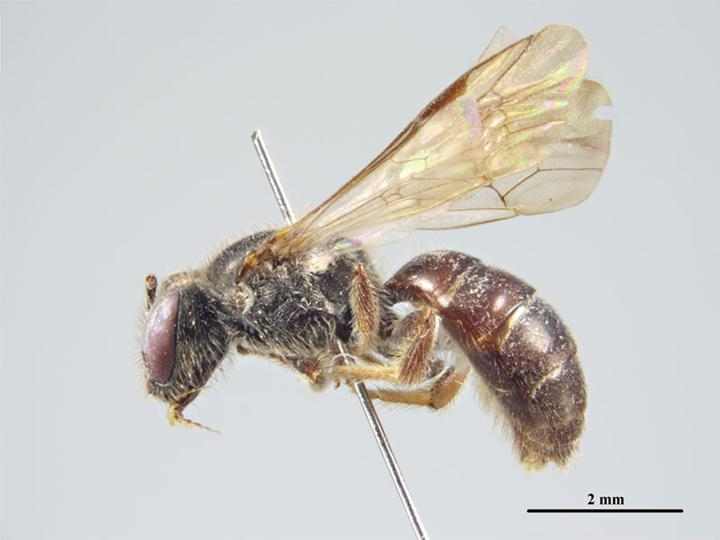